# Lijst van gemeentelijke monumenten in De Hulk
De plaats De Hulk kent 1 gemeentelijk monument binnen de grenzen van de gemeente Hoorn. Binnen de grenzen van Koggenland zijn er geen gemeentelijke monumenten:
| Object             | Bouwjaar | Architect                          | Locatie    | Coördinaten                  | Nr.        | Afbeelding         |
| ------------------ | -------- | ---------------------------------- | ---------- | ---------------------------- | ---------- | ------------------ |
| Gemaal Westerkogge | 1868     | Ingenieursbureau W.C. en K. de Wit | De Hulk 16 | 52° 37' 59" NB, 5° 1' 12" OL | 0405/WN049 | Gemaal Westerkogge |